# Darius Vassell
Darius Markus Vassell (ur. 13 czerwca 1980 w Sutton Coldfield) — angielski piłkarz, który występował na pozycji pomocnika lub napastnika.

## Kariera klubowa
Vassel pochodzi z Sutton Coldfield. Jako dziecko uczęszczał do Yenton Primary School i John Willmott School. Swoją juniorską karierę piłkarską rozpoczął w Romulus. Później przeszedł do ekipy juniorów Aston Villi. W sezonie 1996/1997 zdobył trzydzieści dziewięć bramek, czym pobił klubowy rekord. 1 sierpnia 1997 został włączony do pierwszej drużyny. W pierwszym sezonie tam spędzonym nie wystąpił w żadnym spotkaniu. W Aston Villi zadebiutował dopiero 23 sierpnia 1998, kiedy to wystąpił w wygranym 3:1 ligowym spotkaniu z Middlesbrough. 15 września strzelił dwie bramki w spotkaniu z Strømsgodset IF w ramach Pucharu UEFA. W tym sezonie wystąpił jeszcze w pięciu meczach. W następnych rozgrywkach wystąpił w jedenastu pojedynkach. Od sezonu 2000/2001 Vassell stał się podstawowym piłkarzem swej drużyny.
W Aston Villi grał jeszcze przez cztery lata, po czym 27 lipca 2005 przeszedł za kwotę dwóch milionów funtów do Manchesteru City. W nowym klubie zadebiutował 13 sierpnia w meczu z West Bromwich Albion. Pierwszego gola zdobył zaś 23 sierpnia w wygranym 2:1 pojedynku z Sunderlandem. W pierwszym sezonie Vassell wystąpił w trzydziestu sześciu meczach i strzelił osiem goli, przeszedł operację przepukliny. W następnym zaś był już mniej skuteczny.
Sezon 2008/2009 Anglik rozpoczął pechowo, ponieważ 13 września 2008 nabawił się kontuzji kolana, która miała wykluczyć go z gry na dziesięć tygodni. Do gry powrócił jednak 6 listopada, kiedy to zagrał w meczu Pucharu UEFA z FC Twente wygranym przez jego zespół 3:2. 30 czerwca 2009 roku, po rozegraniu ponad 100 ligowych meczów dla Manchesteru City przeszedł do Ankaragücü. W 2010 roku wrócił do Anglii i został piłkarzem Leicester City.
W styczniu 2016 zakończył piłkarską karierę.

## Kariera reprezentacyjna
W reprezentacji swojego kraju zadebiutował 13 lutego 2002 w zremisowanym 1:1 towarzyskim spotkaniu z Holandią. W 61. minucie tego pojedynku strzelił swojego pierwszego gola w kadrze. W tym samym roku Sven-Göran Eriksson powołał go na Mistrzostwa Świata, na których Anglia dotarła do ćwierćfinału. Vassell na tym turnieju zagrał w trzech meczach.
Dwa lata później znalazł się w 23-osobowym składzie na Euro. Anglicy na tej imprezie znów odpadli w ćwierćfinale, który przegrali po rzutach karnych z Portugalią. Vassell wraz z Beckhamem nie wykorzystali swojej jedenastki. Wychowanek Aston Villi zagrał we wszystkich czterech spotkaniach. Ćwierćfinał Mistrzostw Europy był jego ostatnim meczem w kadrze. Potem został jeszcze powołany na trzy spotkania, jednak na nich nie wystąpił. Łącznie w barwach narodowych wystąpił ponad dwadzieścia razy i sześć razy wpisał się na listę strzelców.

### Gole dla reprezentacji
Gole dla Anglii podawane są w pierwszej kolejności
| #  | Data             | Obiekt                                         | Przeciwnik | Gol na | Końcowy wynik | Rozgrywki               |
| -- | ---------------- | ---------------------------------------------- | ---------- | ------ | ------------- | ----------------------- |
| 1. | 13 lutego 2002   | Amsterdam ArenA, Amsterdam, Holandia           | Holandia   | 1:1    | 1:1           | mecz towarzyski         |
| 2. | 17 kwietnia 2002 | Anfield Road, Liverpool, Anglia                | Paragwaj   | 3:0    | 4:0           | mecz towarzyski         |
| 3. | 26 maja 2002     | Universiad Stadium, Kobe, Japonia              | Kamerun    | 1:1    | 2:2           | mecz towarzyski         |
| 4. | 2 kwietnia 2003  | Stadium of Light, Sunderland, Anglia           | Turcja     | 1:0    | 2:0           | eliminacje do Euro 2004 |
| 5. | 5 czerwca 2004   | City of Manchester Stadium, Manchester, Anglia | Islandia   | 4:1    | 6:1           | mecz towarzyski         |
| 6. | 5 czerwca 2004   | City of Manchester Stadium, Manchester, Anglia | Islandia   | 6:1    | 6:1           | mecz towarzyski         |